# Надежда Биљић
Надежда Биљић (Ваљево, 28. децембар 1990) је српска фолк певачица која је постала позната након учешћа у такмичењу Звезде Гранда. Такође се такмичила у Пинковим звездама, а била је учесник ријалити програма Задруга. У вези је са манекеном Томом Панићем са којим има сина Лонга. Њен брат Дамјан Драгојловић, студент Факултета за физичко образовање и навијач ФК Црвена звезда је убијен је у Ваљеву 2016. године.

## Дискографија

### Синглови[5]
- Љубавница (2009)
- Волела сам волела (2009)
- Године су пролазиле (2010) са Милицом Тодоровић, Александром Бурсаћ, Биљаном Сечивановић и Светланом Танасић
- Будале (2018)
- Пахуља (2022)
- Слободно (2023)
- Скупи своје ствари (2023)
- Рај и пакао (2023)
- Живи свој живот сине (2024)
- Причај ми о њој (2024)
- Минут до поноћи (2024)